# Paragalepsus bassari
Paragalepsus bassari es una especie de mantis de la familia Tarachodidae.

## Distribución geográfica
Se encuentra en el Senegal.